# مانابو کوبوتا
مانابو کوبوتا (انگلیسی: Manabu Kubota؛ زادهٔ ۲۷ ژوئن ۱۹۸۱) بازیکن فوتبال اهل ژاپن است.
از باشگاه‌هایی که در آن بازی کرده‌است می‌توان به باشگاه فوتبال یوکوهاما اشاره کرد.